# Dumesnil
Dumesnil is een plaats in het Argentijnse bestuurlijke gebied Colón in de provincie Córdoba. De plaats telt 2.850 inwoners.